# Pogonomyrmex anergismus
Pogonomyrmex anergismus este o specie de furnici din subfamilia Myrmicinae. Este originară din Statele Unite ale Americii.